# Крушева глава
Кру̀шева Гла̀ва или Крушева глава (на сръбски: Крушева Глава, Kruševa Glava) е село в Югоизточна Сърбия, Пчински окръг, Град Враня, община Враня.

## География
Селото се намира в котловината Поляница. Отстои на 26,6 км северно от окръжния и общински център Враня, на 3,6 км югоизточно от село Стрешак, югоизточно от село Мияковце, на 5,9 км североизточно от село Власе и на 7 км източно от село Големо Село.

## История
По време на Първата световна война селото е във военновременните граници на Царство България, като административно е част от Вранска околия на Врански окръг.

## Население
Според преброяването на населението от 2011 г. селото има 89 жители.

### Етнически състав
Данните за етническия състав на населението са от преброяването през 2002 г.
- сърби – 135 жители (100%)